# Katherina Unger
Katherina Unger (* Oktober 1997) ist eine deutsche Schauspielerin.

## Leben
Unger wurde mit ihrer Hauptrolle in der Kinderserie Die Pfefferkörner, wo sie von 2009 bis 2010 in 24 Episoden die Sophie Krogmann spielte, bekannt. Von Januar 2015 bis April 2016 war sie in der ZDF-Serie Sibel & Max in der Hauptrolle der Jana zu sehen.
Unger, die zum Teil russische Wurzeln hat, wohnt in Hamburg.

## Filmografie
- 2010–2012: Die Pfefferkörner (Fernsehserie, 26 Folgen)
- 2013: Als meine Frau mein Chef wurde … (Fernsehfilm)
- 2013: Arnes Nachlass
- 2015–2016: Sibel & Max (Fernsehserie)
- 2016: Notruf Hafenkante (Fernsehserie, Folge Der Mörder meiner Tochter)
- 2018: Der Kriminalist (Fernsehserie)
- 2018: Blue Moon Of Kentucky (Kurzfilm)
- 2019: Curiosity killed the Cat (Kurzfilm)